# أجهزة التغذية المساعدة

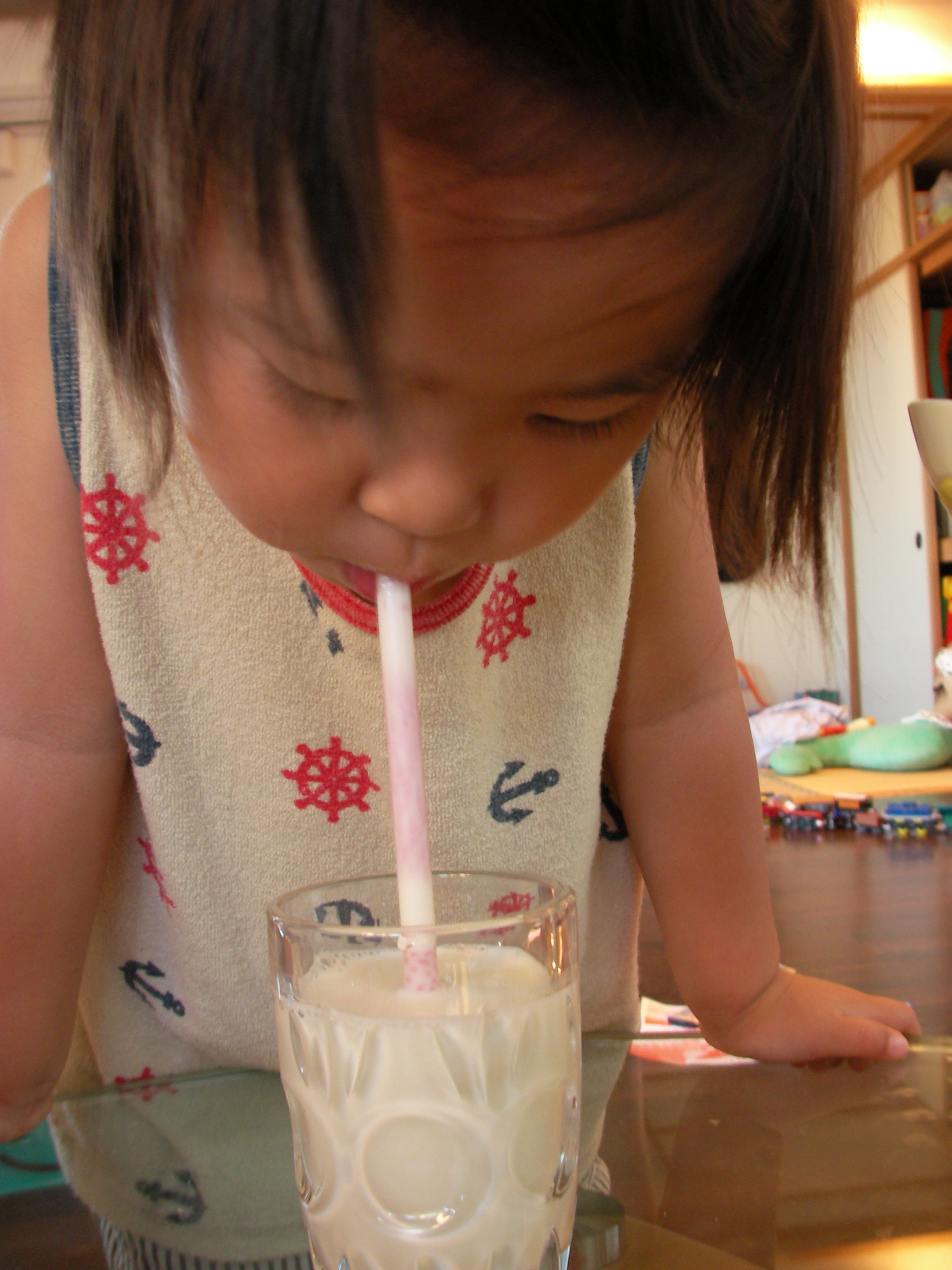
طفلة تشرب بواسطة قشة

أجهزة التغذية المساعدة (بالإنجليزية: Assistive eating devices)‏ تتضمن الأجهزة التي تساعد المعاقين على تناول وجباتهم بأنفسهم، وقد تكون أدوات ذات تقنية منخفضة أو أدوات آلية عالية التقنية.

## أنواعها

### أجهزة التغذية المساعدة المنخفضة التقنية
تشتمل أجهزة التغذية منخفضة التقنية على:
- الأطباق، والزبادي ذات حافة لجعل غرف الطعام أسهل (انظر الصورة).
- الكؤوس، الأكواز، وحتى القَشّة ذات الاستعمال لمرة واحدة، كلها تعتبر أجهزة شرب مساعدة. يتم استخدامها من قبل الناس الذين يجدون صعوبة في الأكل أو الشرب بشكل مستقل. تُستخدم هذه الأجهزة عادةً للأشخاص ذوي الإعاقات، ولكن يمكن استخدامها أيضاً للأطفال أو للأشخاص الفاقدين للمهارات الحركية الدقيقة.

### أجهزة التغذية المساعدة العالية التقنية
عادة توصف الأجهزة ذات التكنولوجيا الأكثر تطوراً بأنها معدات عالية التقنية، وهي متاحة لتلبية احتياجات الأفراد الذين لديهم تحدد كبير في قدرتهم على تناول الطعام والشراب بدون مساعدة الآخرين. إن الأجهزة الآلية مثل ( جهاز تناول العشاء المساعد) يمكن أن تسهل تناول الطعام اللايدوي (بدون استخدام اليدين) للأشخاص الذين يعانون من الشلل الرباعي، التصلب الجانبي الضموري (ALS، المعروف أيضاً باسم مرض لو غيريغ)، الشلل الدماغي، ضمور العضلات الشوكي (SMA)، والعديد من الحالات الأخرى. 
قد يكون جهاز التغذية اليدوي ذا قيمة بالنسبة لأولئك الذين لديهم رعاش، أو عضلات ضعيفة، تجعل تناول الطعام بالطريقة التقليدية صعباً، أو حتى مستحيلاً.

## فوائد أجهزة التغذية المساعدة
هذه الأجهزة تحفز على الاستقلالية والاعتماد على الذات أثناء الوجبات الطعامية، كذلك قد تقلل في العديد من الحالات مجهود العمل الذي يقوم به مقدم الرعاية أثناء الوجبات. 
«أجهزة التغذية المساعدة يمكن أن تزيد من: القدرة على الاهتمام بالذات، احترام الذات المرتبط بزيادة الاستقلالية، الأمان أثناء الوجبات، وجعل وقت الطعام أفضل لموظفي الرعاية...» (هذا الموضوع نوقش بتفاصيل أكثر في مقال منافع الأكل المستقل).

## أواني المائدة المساعدة
تتضمن هذه الفئة الأطباق والزبادي التي تمنع سقوط الطعام من الوعاء أو انزلاقه. بعض هذه الأجهزة بسيطة مثل مشبك الحماية الذي يعلق على أي طبق عادي أو وعاء (وهو إطار يثبت على الطبق لمنع انزلاق الطعام من الحافة) (انظر الصورة )، هنالك أيضاً العديد من الأطباق التي لها حافة مرتفعة تمنع اندفاع الطعام خارج الطبق أثناء غَرف الطعام.
 
تم تعديل تصميم أواني المائدة أو صُنعت خصيصاً لمنع انزلاقها عن الطاولة. حيث توجد عدة طرق شائعة للحفاظ على الأطباق والزبادي ثابتة على الطاولة هي:
- فرشة الأطباق: هي قطعة من القماش أو الورق أو الفلين، توضع تحت الأطباق (انظر الصورة ).
- قيعان مثبتة للطبق (انظر الصورة ).
- قاعدة شفاطة: إذا كان لدى المريض رعاش، فيمكن استخدام أطباق وزبادي ذات قاعدة شَفَّاطة لتلتصق بالطاولة. هذه القاعدة ستمنع أواني المائدة من إصدار صوت مرتفع عند اصطدام الوعاء أو الطاولة (انظر الصورة ).[2]

## أدوات المائدة المساعدة
عُدلت الشوك، السكاكين، والملاعق لتلائم الأشخاص الذين يعانون من رعاش أو حركات فتح/إغلاق اليدين أو رفع الذراع أثناء تناول الطعام بشكل مستقل. أدوات المائدة المساعدة هي الحل لهؤلاء الأشخاص. الكثير من أدوات المائدة وكذلك الأكواب عُدلت لتصبح أثقل وبالتالي التقليل من الارتجاف مما يساعد على تناول الطعام (انظر الصورة ). يمكن شراء هذه الأنواع من الأدوات لاستخدامها بشكل مستقل، كذلك يمكن شراء هذه الملحقات لتلائم الأجهزة المساعدة. يمكن استخدام المشابك والأشرطة إذا كان الشخص غير قادر على حمل مقبض الأدوات على الإطلاق (انظر الصورة  و ).

## الكؤوس والأكواز المساعدة
يمكن جعل الكؤوس والأكواز متلائمة مع الحياة اليومية. أكثر أدوات الشرب المساعدة شيوعاً هي القشة. وهي غير مكلفة وسهلة الاستخدام حيث لا حاجة لحمل الكأس أبداً. يمكن استخدام نفس المبادئ الخاصة بأواني الطعام المساعدة أيضاً في الكؤوس أو الأكواز.

القواعد المانعة للانزلاق شائعة حتى لا تنزلق الكؤوس عن الطاولة (انظر الصورة )، في حين يتم استخدام حامل الكأس لمنعه من الاصطدام بالطاولة (انظر الصورة ). في حالة حدوث اصطدام للكأس، يمكن استخدام أغطية مانعة للانسكاب. بعض الأكواز تباع مع أغطية (انظر الصورة )، ولكن هناك أيضاً أغطية تناسب أنواع عديدة من الكؤوس والأكواز. الأكواب ذات الثقل شائعة أيضاً بالنسبة للذين يعانون من الرعاش (انظر الصورة ). تتوفر منتجات الشرب اللايدوية بالنسبة لأولئك الذين لديهم إعاقة تحد من استخدام الأذرع و/أو اليدين.

## أجهزة التغذية اليدوية
تم تصميم أجهزة التغذية اليدوية لتسمح للشخص (الذي يعاني من الرجفان، أو يفتقر لتنسيق حركات اليد والذراع) بالسيطرة على غَرف الطعام وإدخاله للفم، لإطعام أنفسهم. تقوم بعض الأجهزة ببساطة بتثبيت ذراع المستخدم، في حين يوفر البعض الآخر ذراعاً ذات ثقل لإخماد الحركة الدخيلة. تتطلب أجهزة التغذية اليدوية (انظر الصورة ) أن يقوم المستخدم بالتعامل مع الجهاز لكي تلتقط الملعقة الطعام ثم تتحرك إلى الفم، لذلك تتطلب درجة معينة من القدرة على تحريك الذراع من قبل المستخدم (على سبيل المثال، يتم تشغيلها بواسطة عضلات المستخدم الخاصة).

## أجهزة التغذية الآلية
تسمح أجهزة التغذية الآلية للأفراد غير القادرين على التغذية الذاتية باستخدام أي نوع آخر من تكنولوجيا الأكل المساعدة، لتناول الطعام بشكل مستقل. عادة، تعمل هذه الأجهزة بواسطة بطارية قابلة للشحن (لتسهيل نقل الجهاز). يتحكم المستخدم بالجهاز عن طريق استخدام أزرار لتفعيل الوظائف المختلفة التي يقدمها الجهاز المحدد. في جميع أنحاء العالم، لا يوجد سوى عدد قليل من أجهزة التغذية الآلية المتوفرة تجارياً. تختلف التصاميم والأشكال التي تعمل بها بشكل كبير. يحتوي البعض طبقاً بسيطاً أو زبدية لتقديم الطعام، بينما يحتوي البعض الآخر أطباق منفصلة أو زبادي متعددة التي تبقي الأنواع المختلفة من الأطعمة منفصلة، لتجنب امتزاج الطعام مع بعضه (انظر الصورة ). العديد من أجهزة التغذية الآلية القديمة كانت ذات ميكانيكية بسيطة. كل هذه الأجهزة التي لا زالت متاحة في عام 2017، تم جعلها روبوتية ويتم التحكم بها عبر عمليات حاسوبية.